# Дуань-цзун (династия Сун)
Дуань-цзун (кит. 端宗, личное имя — Чжао Ши (кит. 趙昰 ) 10 июля 1269 — 8 мая 1278) — 8-й китайский император империи Южная Сун в 1276—1278 годах (17-й император династии Сун), посмертное имя — Минь Сяо-хуанди (кит. 愍孝皇帝).

## Биография
Происходил из императорского рода Чжао. Сын императора Ду-цзуна. При рождении получил имя Чжао Ши. В 1274 году он становится князем Цзи, а в 1276 году — князем И. После начала наступления монголов во главе с Баяном против столицы империи Линьань (современный Ханчжоу) вместе с матерью бежал в Фучжоу. После капитуляции и пленения своего брата Гун-цзуна Чжао Ши был провозглашён новым сунским императором.
Правление императора Дуань-цзуна продолжалась в течение небольшого времени. Кроме того, основные его полномочия осуществлял канцлер Лу Сюфу. Уже в 1277 году монголы вновь вторглись в южную часть Китая, захватив провинцию Фуцзянь, а впоследствии и город Гуанчжоу. Сунское войско после упорного сопротивления отступило дальше на юг (на территорию современной провинции Гуандун). Здесь монголы снова одержали победу над китайской армией. В январе 1278 году Дуань-цзуну вместе с министрами удалось бежать на кораблях в город Ганчжоу (современный остров Лантау), где он и скончался от болезни 8 мая 1278 года. Его преемником стал его сводный брат Чжао Бин.